# Gammaromermis baicalensis
Gammaromermis baicalensis  (лат.) — вид круглых червей из семейства Mermithidae (отряд Mermithida, Nematoda). Эндемик озера Байкал (Россия), где обнаружен на песчаном дне на глубинах от 29 до 32 м.
Круглые черви микроскопических размеров. Паразиты ракообразных-бокоплавов (Amphipoda).
Вид был впервые описан в 1979 году Иваном Антоновичем Рубцовым и М. Ю. Бекманом и позднее включён в отдельный род Gammaromermis Rubzov, Beckman, 1979 из семейства Mermithidae.